# Fernando Sabogal Viana
Fernando Sabogal Viana (ur. 28 maja 1941 w Mariquita w Kolumbii, zm. 1 grudnia 2013 w Bogocie) – kolumbijski biskup.

## Życiorys
Fernando Sabogal Viana urodził się 28 maja 1941 roku. W dniu 22 stycznia 1967 roku został wyświęcony na kapłana. 8 marca 1996 roku został wyznaczony przez papieża Jana Pawła II na biskupa tytularnego w Muteci i biskupa pomocniczego w archidiecezji bogotańskiej. Zmarł 1 grudnia 2013 roku mając 72 lata.